# P.O.H.U.I.
«P.O.H.U.I.» — сингл, записаний гуртом Carla's Dreams сумісно з румунською співачкою Inna. Як радіосингл пісня вийшла 28 листопада 2012 року. Але відеокліп був представлений 2013 року.

## Тлумачення назви
Згідно з написом на обкладинці та на початку відео, «P.O.H.U.I.» розшифровується, як «Patologia obstructiv-huliganică uniform iradiată». Але у пісні повністю використовується, як російське «похуй» для вираження психологічного стану людини. Цей факт в одному з інтерв'ю підтвердив вокаліст.
Загалом текст пісні написаний сумішшю чистої румунської мови, молдовського діалекту (зокрема слово «holtei»), а також багато російських слів, вживаних у простолюдді (включаючи й саму назву синглу).

## Відеокліп
На початку відео показано чоловіка, вдягненого подібно до вокаліста Carla's Dreams, що після конфлікту в родині тікає на вулицю у навушниках на голові, та крокує поміж інших людей (іноді йому зустрічаються люди з ящиками та знаками питання на голові, а також мітингувальники з фразами, схожими на захист прав людини). Паралельно, фронтмен Carla's Dreams та Inna співають разом на даху.
Наприкінці відео чоловік у навушниках проходить повз жінки з такими ж навушниками, і через кілька метрів обидва зупиняються.

## Реакція публіки
Один з російськомовних слухачів пісні негативно поставився до використання "російсько-молдовського піджину" в тексті, але в цілому охарактеризував творчість Carla's Dreams як ту, що переслідує творчі ідеї.